# Cuenta pendiente
«Cuenta pendiente» es una canción de la cantante mexicana Paty Cantú en colaboración con el cantante y compositor español Alejandro Sanz incluida en la versión deluxe de su cuarto álbum de estudio 333. Fue anunciada como el octavo y último sencillo oficial del álbum el 16 de agosto del 2018, está disponible en plataformas digitales y en el álbum.

## Lanzamiento e información adicional
El video de la canción fue filmado en la ciudad de Miami, Florida y fue lanzado a YouTube en su canal oficial de Vevo de la cantante el mismo día de su lanzamiento, tiene más 50 millones de reproducciones hasta la fecha.
La letra de la canción habla sobre el deseo y la atracción hacia un juego sexual entre una pareja, es decir como una poesía al sexo.

## Lista de canciones
Descarga digital
- 'Cuenta pendiente' (con Alejandro Sanz) - 3:12